# MusiCares Person of the Year
MusiCares Person of the Year je hudební ocenění, které pravidelně každý rok (od roku 1991) uděluje národní akademie hudebního umění a věd.

## Oceněni
| Rok  | Obrázek                              | Jméno                                                                      | Život                                    | Národnost              | Zdroj  |
| ---- | ------------------------------------ | -------------------------------------------------------------------------- | ---------------------------------------- | ---------------------- | ------ |
| 1991 |                                      | David Crosby                                                               | 1941–2023                                | USA                    | [ 1 ]  |
| 1992 |                                      | Bonnie Raitt                                                               | * 1949                                   | USA                    | [ 2 ]  |
| 1993 |                                      | Natalie Cole                                                               | 1950–2015                                | USA                    | [ 3 ]  |
| 1994 |                                      | Gloria Estefan                                                             | * 1957                                   | Kuba USA               | [ 4 ]  |
| 1995 |                                      | Tony Bennett                                                               | 1926–2023                                | USA                    | [ 5 ]  |
| 1996 |                                      | Quincy Jones                                                               | 1933–2024                                | USA                    | [ 6 ]  |
| 1997 |                                      | Phil Collins                                                               | * 1951                                   | Spojené království     | [ 7 ]  |
| 1998 |                                      | Luciano Pavarotti                                                          | 1935–2007                                | Itálie                 | [ 8 ]  |
| 1999 |                                      | Stevie Wonder                                                              | * 1950                                   | USA                    | [ 7 ]  |
| 2000 |                                      | Elton John                                                                 | * 1947                                   | Spojené království     | [ 9 ]  |
| 2001 |                                      | Paul Simon                                                                 | * 1941                                   | USA                    | [ 10 ] |
| 2002 |                                      | Billy Joel                                                                 | * 1949                                   | USA                    | [ 11 ] |
| 2003 |                                      | Bono                                                                       | * 1960                                   | Irsko                  | [ 12 ] |
| 2004 |                                      | Sting                                                                      | * 1951                                   | Spojené království     | [ 13 ] |
| 2005 |                                      | Brian Wilson                                                               | * 1942                                   | USA                    | [ 14 ] |
| 2006 |                                      | James Taylor                                                               | * 1948                                   | USA                    | [ 15 ] |
| 2007 |                                      | Don Henley                                                                 | * 1947                                   | USA                    | [ 16 ] |
| 2008 |                                      | Aretha Franklin                                                            | 1942–2018                                | USA                    | [ 17 ] |
| 2009 |                                      | Neil Diamond                                                               | * 1941                                   | USA                    | [ 18 ] |
| 2010 |                                      | Neil Young                                                                 | * 1945                                   | Kanada                 | [ 19 ] |
| 2011 |                                      | Barbra Streisand                                                           | * 1942                                   | USA                    | [ 20 ] |
| 2012 |                                      | Paul McCartney                                                             | * 1942                                   | Spojené království     | [ 21 ] |
| 2013 | Bruce Springsteen Performs in Spain. | Bruce Springsteen                                                          | * 1949                                   | USA                    | [ 22 ] |
| 2014 | Carole King.                         | Carole King                                                                | * 1942                                   | USA                    | [ 23 ] |
| 2015 |                                      | Bob Dylan                                                                  | * 1941                                   | USA                    | [ 24 ] |
| 2016 |                                      | Lionel Richie                                                              | * 1949                                   | USA                    | [ 25 ] |
| 2017 |                                      | Tom Petty                                                                  | 1950–2017                                | USA                    | [ 26 ] |
| 2018 |                                      | Fleetwood Mac                                                              | * 1947 * 1945 1943–2022 * 1949 * 1948    | USA Spojené království |        |
| 2019 |                                      | Dolly Parton                                                               | * 1946                                   | USA                    | [ 27 ] |
| 2020 |                                      | Aerosmith: Joe Perry Steven Tyler Tom Hamilton Joey Kramer Brad Whitford   | * 1950 * 1948 * 1951 * 1950 * 1952       | USA                    | [ 28 ] |
| 2022 |                                      | Joni Mitchell                                                              | * 1943                                   | Kanada                 | [ 29 ] |
| 2023 |                                      | Berry Gordy a Smokey Robinson                                              | * 1929 * 1940                            | USA                    | [ 30 ] |
| 2024 |                                      | Jon Bon Jovi                                                               | * 1962                                   | USA                    | [ 31 ] |
| 2025 |                                      | Grateful Dead: Jerry Garcia Bob Weir Phil Lesh Bill Kreutzmann Mickey Hart | 1942–1995 * 1947 1940–2024 * 1946 * 1943 | USA                    | [ 32 ] |